# 1984: Live Bootleg
1984: Live Bootleg è un live album degli Icon, uscito nel 1999 dalla Epilogue Entertainment.

## Tracce
1. Under My Gun – 3:52
2. Killer Machine – 3:45
3. Burning – 4:20
4. Rock On Through the Night – 5:11
5. Rock and Roll Maniac – 3:55
6. Hang Tough – 3:02
7. Hold Your Head Up (cover degli Argent) – 5:36
8. Hungry For Love – 5:19
9. Rock My Radio – 5:16
10. World War – 6:09
11. Raise the Hammer – 3:41
12. Dancing With Danger – 4:07
13. On Your Feet – 4:26
14. Out For Blood – 6:00
15. Hold On Me – 3:34
16. Hot Desert Night – 5:48

## Formazione
- Stephen Clifford - voce
- Dan Wexler - chitarra, cori
- John Aquilino - chitarra
- Tracy Wallach - basso, cori
- Pat Dixon - batteria, cori